# 러브 유어셀프 인 서울
《러브 유어셀프 인 서울》(Love Yourself in Seoul)은 한국에서 제작된 대한민국의 보이그룹 방탄소년단의 콘서트 영화이다. 방탄소년단 멤버들이 주연으로 출연하였으며, 대한민국 서울의 서울올림픽주경기장에서 'LOVE YOURSELF' 투어의 2018년 8월 26일 쇼 기간 중 촬영된 것이다. 배급은 Fathom Events와 Pathé Live가 맡았다.
2019년 1월 26일 전 세계 102개 국가에서 하루 동안 개봉되었다. 대중적인 수요로 인해 2019년 2월 9일과 10일에 일부 국가 극장에 다시 등장하였다.

## 출연

### 주연
- RM
- 진
- 슈가
- 제이홉
- 지민
- 뷔
- 정국

## 같이 보기
- 번 더 스테이지: 더 무비
- 브링 더 소울: 더 무비 (후속)